# Comté de Cook (Minnesota)
Pour les articles homonymes, voir Comté de Cook.
Le comté de Cook est situé dans l’État du Minnesota, aux États-Unis. Il comptait 5 600 habitants en 2020. Son siège est Grand Marais.